# The Nordic Blue Berets Medal of Honour
 Der er for få eller ingen kildehenvisninger i denne artikel, hvilket er et problem. Du kan hjælpe ved at angive troværdige kilder til de påstande, som fremføres i artiklen.

The Nordic Blue Berets Medal of Honour er en international militær fortjenstmedalje, som uddeles af det nordiske veteranforbund The Nordic Blue Berets. Udmærkelsen blev indstiftet i 2002.

## Grader
Medaljen uddeles i følgende grader: 
- Bronze
- Sølv
- Guld

Medaljen fik stående bæringstilladelse den 7. juli 2008 af dronning Margrethe 2. så medaljen kan bæres i lighed med andre officielle medaljer på dansk militæruniform.

### Tildelingskriterier

#### Bronze
Medaljen i bronze kan tildeles for følgende:
- En meget god indsats i fredsbevarende missioner, og/eller internationalt fredsarbejde.
- En meget god og langvarig indsats i nationalt, nordisk eller internationalt veteranarbejde.

#### Sølv
Medaljen i sølv kan tildeles for:
- En enestående indsats i fredsbevarende missioner, og/eller internationalt fredsarbejde.
- En enestående indsats i nationalt, nordisk eller internationalt veteranarbejde.

#### Guld
Medaljen i guld kan tildeles for:
- En exceptionelt enestående indsats i fredsbevarende missioner, og/eller internationalt fredsarbejde.
- En exceptionelt enestående indsats i nationalt, nordisk eller internationalt veteranarbejde.

## Medaljernes udformning
Medaljerne er udformet som et blåt kors med sværd i enten guld, sølv eller bronze, og et bånd i røde, blå, gule og hvide striber. 

## Indstilling
Man indstilles til medaljen. Dem der kan indstille en til medaljen er et medlem af en lokalforening af en af de nationale foreninger, der er underhørende The Nordic Blue Berets eller lokalforeningen selv. Alle indstillinger bliver sendt til bestyrelsen af The Nordic Blue Berets igennem formændene. Eneste undtagelse er medaljen i bronze, den uddeles af de nationale foreninger. Bliver en indstillet godkendt til at modtage hæderen bliver medaljen overrakt ved en parade den 29. maj, som er erklæret for veterandag for FN-veteraner. Medaljen i Bronze kan tildeles ved andre lejligheder. Medaljen er personlig ejendom, og skal derfor ikke tilbageleveres efter en modtagers død. Medaljerne i sølv, og guld kan tildeles posthumt.

## Kendte medalje modtagere
Siden medaljen blev indstiftet i 2002 har følgende nævneværdige personer modtaget medaljen:
Bronze
- Martin Aaholm
- Lars Hawaleschka Madsen
- Lene Espersen
- Ove Ritter
- Jimmi Schoubo Povlsen

### Sølv
- Finn E. Warburg
- Jørgen Kold
- Kim Eg Thygesen
- Lasse Harkjær

### Guld
- Prins Joachim
- Hans Jesper Helsø
- Søren Gade
- Tim Sloth Jørgensen
- Gitte Lillelund Bech
- Lars Løkke Rasmussen
- Hans Henning Thiesen